# 朝鲜民主主义人民共和国国徽

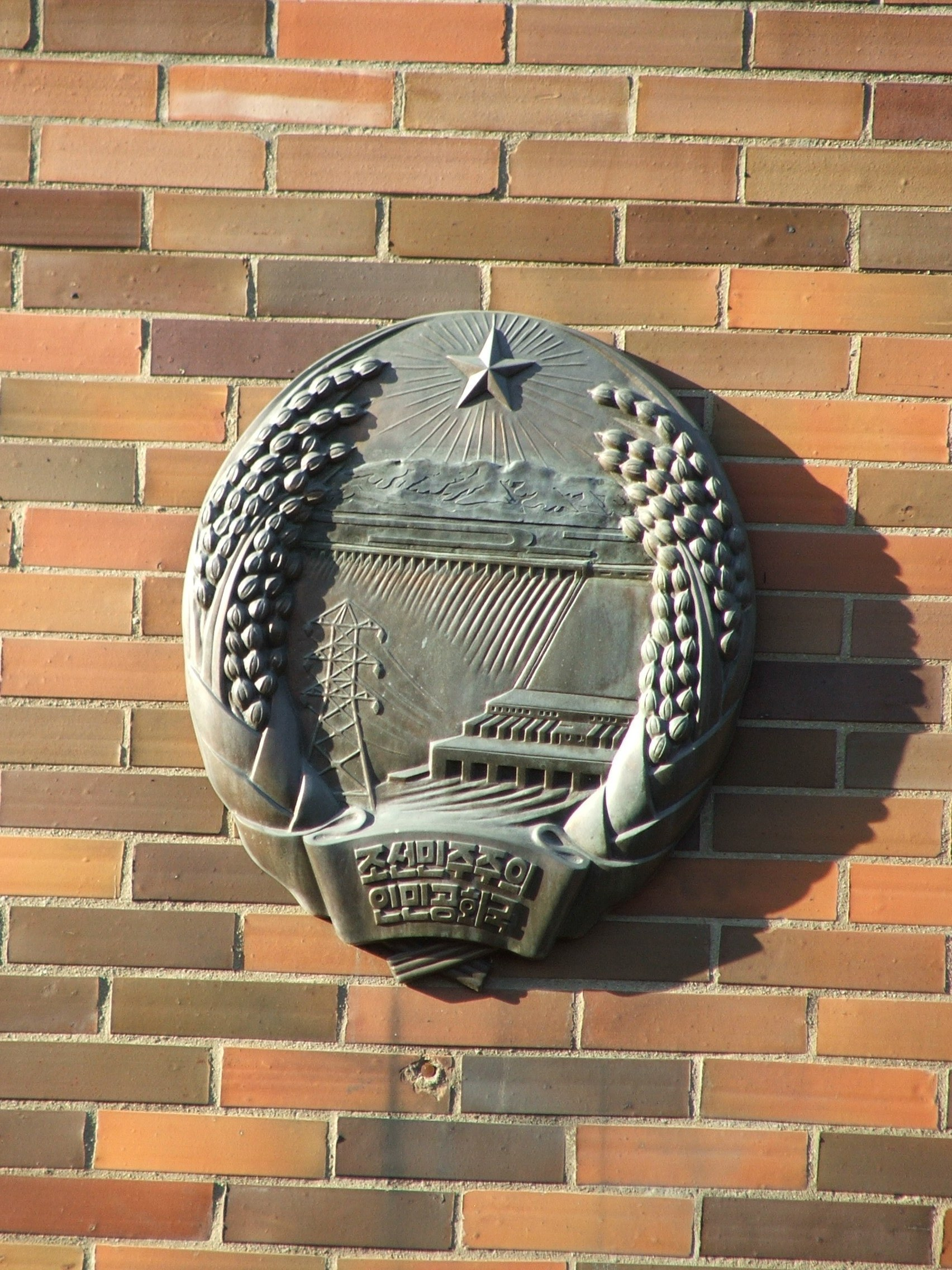
捷克布拉格朝鲜使馆的浮雕国徽

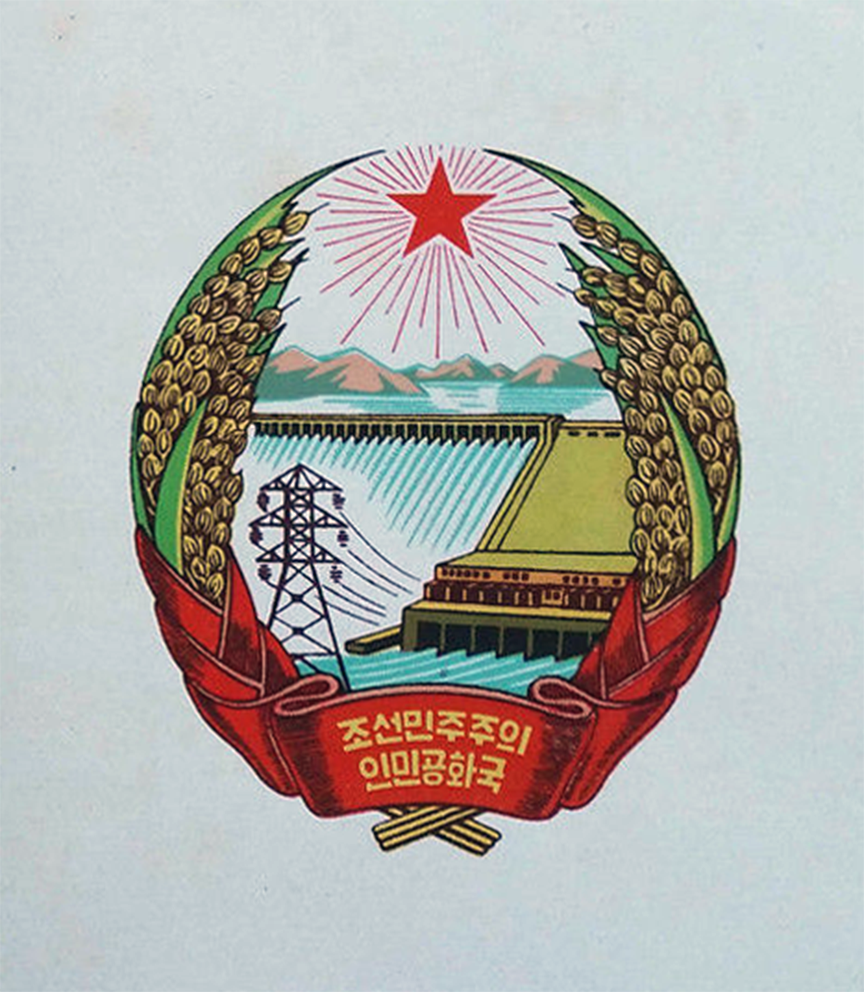
1960年代由朝鮮外文綜合出版社出版的國徽變體，並直接影響了1993年版國徽的設計

朝鲜民主主义人民共和国国徽（朝鲜语：／）制定于1948年9月6日，并于1993年9月9日朝鲜民主主义人民共和国45周年国庆时作出最新修改。
闪烁着的红色五角星置于国徽上方，象征着朝鲜民主主义人民共和国是在社会主义指导下的国家，同时也表达着社会主义建设的最终目标即共产主义与其神圣性。两侧的稻穗好似在捧托着红五星，象征着朝鲜的农民群众与其劳动果实。稻穗又由一条红饰带束在一起，饰带上有缝上的金字，即是「朝鲜民主主义人民共和国」。国徽中央展示着一所水电站，其原型为水丰水电站，由背景的山岳风景衬托着。这代表着朝鲜的工业化与其社会主义建设的繁荣。总体上，代表着工业的水电站被两侧代表着农业的稻穗所环绕，而又被一条代表着社会主义的红饰带紧紧地束在一起，这些均为较具有共产主义国家特征的国徽题材。

## 历史
|  | 1946年 北朝鮮臨時人民委員會的標誌。1946年北朝鮮中央準備委員會出版的《8·15解放日週年紀念暨北朝鮮民主主義建設紀念畫冊》中使用了該標誌。 |
|  | 1946年3月1日－1948年7月1日 1946年，苏联民政厅设计的仿照苏联国徽样式的徽章。 |
|  | 1948年7月1日－9月6日 1948年宪法第101条所规定的国徽图案：“朝鲜民主主义人民共和国国徽为用写有『朝鲜民主主义人民共和国』字样的带子束起的稻穗，中间是雄壮的发电所，其上是光芒四射的五角红星。”由画家金周经创作。为临时国徽，仅使用了两个月。 |
|  | 1948年9月6日－1993年9月9日 1948年9月6日，朝鮮民主主義人民共和國正式成立前三天，新国徽图案公布，主体图案改为水丰水电站图案。 |
|  | 1993年9月9日至今 1992年朝鲜最高人民会议修正了1972年版朝鲜民主主义人民共和国宪法，在宪法第169条添加了“革命的圣山白头山”字句，并在次年将国徽中的山峰改为白头山（长白山）的图案。                                                           |